# Wilhelm Haase (Politiker)
Wilhelm Haase (* 16. März 1872 in Schnellewalde; † nach 1932) war ein deutscher Unternehmer und Politiker (Wirtschaftspartei).

## Leben
Der gelernte Kaufmann war Inhaber einer Fabrik für Hobel- und Schulbänke in Liegnitz.
Haase trat in die Reichspartei des Deutschen Mittelstandes (Wirtschaftspartei) ein und war Stadtverordneter in Liegnitz. Im Dezember 1924 wurde er als Abgeordneter in den Preußischen Landtag gewählt, dem er bis 1932 angehörte, von 1924 bis 1928 als Mitglied der Fraktion Wirtschaftliche Vereinigung. Im Parlament vertrat er den Wahlkreis 8 (Liegnitz).